# Fritz Haarmann
Friedrich Heinrich Karl Haarmann (Hanôver, 25 de outubro de 1879 – id. 15 de abril de 1925), também conhecido como o Vampiro de Hanover ou o Carniceiro de Hanover, foi um famoso psicopata alemão, executado por causa do assassinato provado de 27 adolescentes alemães, conquanto atribuem-se-lhe mais de 100 vítimas.

## Biografia
Fritz Haarmann, conhecido como O carnicero ou como o Vampiro de Hannover, nasceu em dita cidade alemã. Provinha de uma família desestructurada: seus pais eram alcoólicos e protagonizavam escandalosos confrontos que chegavam à agressão física. A mãe de Haarmann tratava seu filho como se fosse uma menina e lhe chegou a vestir com roupa feminina. Isto enfureceu seu pai, que lhe golpeava com fúria quando o via desta forma. Este ambiente provocou que suas irmãs abandonassem cedo o lar familiar. Apontou-se em algumas ocasiões que acabaram sendo prostitutas.
Suas vítimas sempre foram adolescentes homens por suas tendências homossexuais.

### História criminosa
Com 17 anos, Haarmann foi fichado pela Polícia por molestar adolescentes. No entanto, não foi até 1919, quando contava com 40 anos, quando comete seu primeiro crime. Sua vítima foi Friedel Rothe.
O modus operandi deste psicopata, considerado em vida como um dos maiores assassinos em série da história, era sempre o mesmo. Ia à estação de autocarros de Hannover, onde tinha dezenas de garotos esperando trabalho. Ali enganava-os prometendo trabalho e comida.
Levava-os, de um a um, a um sótão que tinha no bairro de Calenberger Neustadt, a costas do  Rio Leine. Ali, segundo sua própria confissão, violava-os e, de um mordidela, seccionava-lhes a carótida e a traqueia. Todo este macabro ritual o levava a cabo com seu amante, Hans Grans.
O mais truculento da história fala que, uma vez mortos, descarnava suas vítimas e vendia suas peças de carne assegurando que eram de porco ou de cavalo (daí o apelativo de carniceiro). Presenteava os ossos de suas vítimas assegurando que eram de cavalo, conquanto seu tamanho e sua brancura acordou as suspeitas dos vizinhos de Hannover. Foi por isto que acabou por jogar os ossos ao rio Leine.

### Acção da justiça

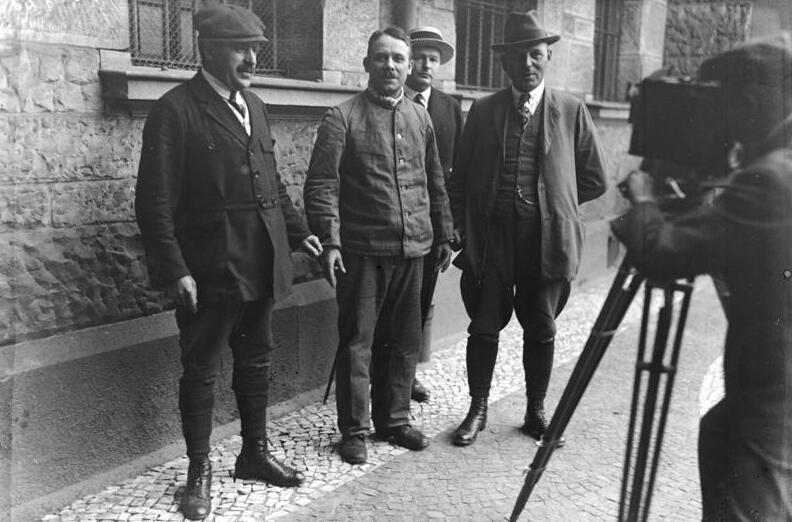
Haarmann depois de ser capturados pela polícia, em novembro de 1924.

Em 17 de maio de 1924 uns meninos localizaram um crânio no rio. As autoridades ordenaram a dragagem deste e encontraram numerosos restos ósseos. O cerco foi-se estreitando em torno do assassino e em 22 de junho de 1924 foi detido. Haarmann confessou seus crimes. Admitiu ter matado e praticado canibalismo com uns quarenta meninos.
Em 15 de abril de 1925 foi decapitado por ordem do juiz. O carnicero de Hannover não pediu clemência ainda que fez questão de que um ser desconhecido tomava posse de seu corpo e lhe incitava a matar, sua última vontade foi que se escrevesse em sua lápida: "aqui jaz o exterminador". Seu colega de ultrajes, Hans Grans, foi condenado a prisão perpétua, mas comutou-se-lhe por 12 anos de cárcere. Esteve preso num campo de concentração até o final da Guerra Mundial. Depois mudou-se o nome, casou-se e faleceu na cidade de Hannover.